# 拉特里穆耶
拉特里穆耶（法語：La Trimouille，法語發音：[la tʁimuj]），法国西部市镇，属于新阿基坦大区维埃纳省，隶属于蒙莫里永区，其市镇面积为41.65平方公里，2022年1月1日时人口数量为863人，在法国城市中排名第11,016位。
拉特里穆耶位于维埃纳省东部，伯奈兹河左岸，多条省道在此交汇。

## 地名来源
“拉特里穆耶”一名的具体来源尚有待考证。

## 历史
拉特里穆耶历史上长期为一处普通村落，中世纪末期为普瓦图的一部分，法国大革命后，拉特里穆耶成为维埃纳省的一个市镇。工业革命期间，一条地方铁路由此通过，后关闭。自20世纪以来，当地人口数量逐年减少。

## 地理

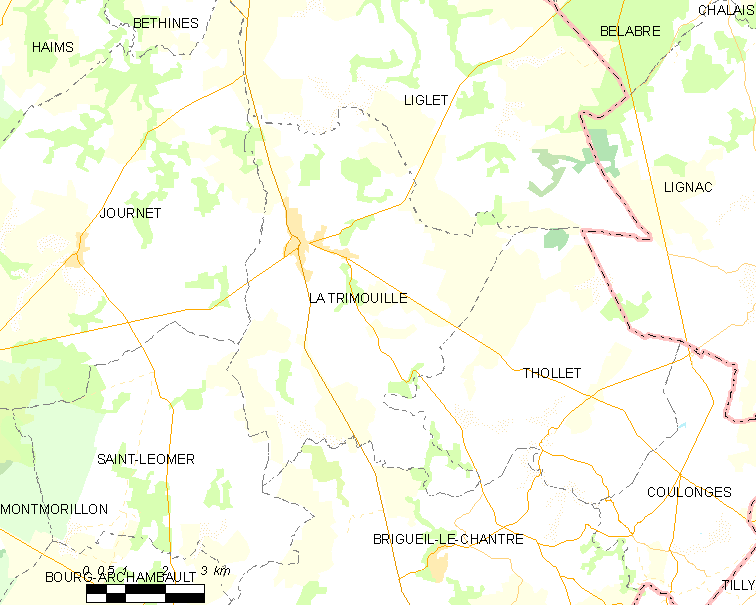
拉特里穆耶市镇范围地图

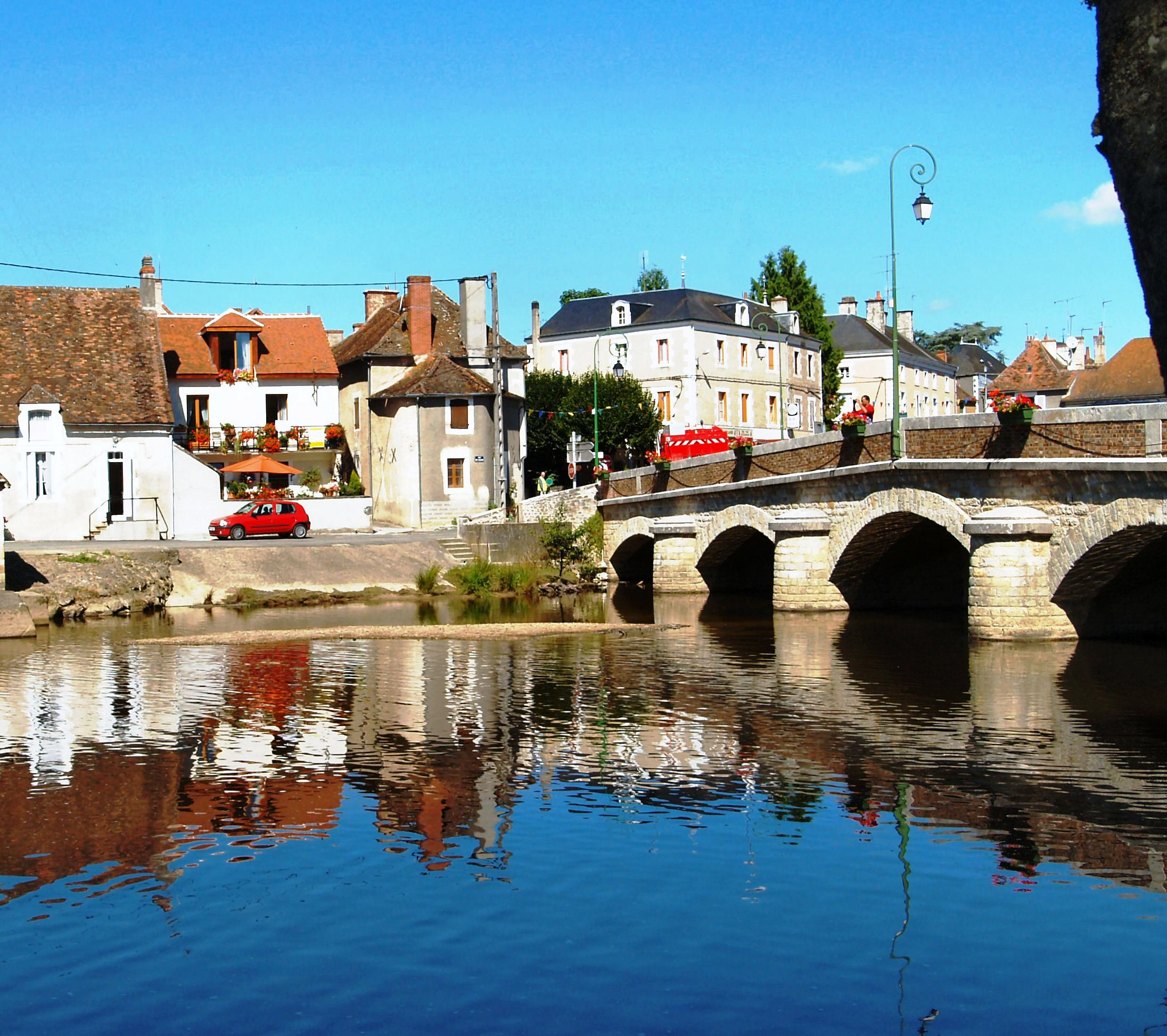
伯奈兹河拉特里穆耶段

拉特里穆耶位于法国西部，新阿基坦大区东北部和维埃纳省东部，距离省会普瓦捷大约64公里。与拉特里穆耶接壤的市镇包括：布里格伊勒尚特尔、茹尔内、利格莱、圣莱奥梅尔、托莱。

### 地形
拉特里穆耶位于普瓦图丘陵东部，境内以平原和浅丘为主，市镇中心地势较为平坦，全境海拔在97到183米之间。

### 水文
伯奈兹河自南向北流经市区东部，该河是昂格兰河的左岸支流，属于卢瓦尔河水系。

### 植被
拉特里穆耶属于温带阔叶混交林区，林地广泛分布于河流附近。
在鲜花城市的评比中，拉特里穆耶暂未被评级。

### 气候
拉特里穆耶在柯本气候分类法中属于温带海洋性气候。

## 行政区划
拉特里穆耶是法国新阿基坦大区维埃纳省的一个市镇，编号为86273。拉特里穆耶隶属于蒙莫里永区、维埃纳省第五选区以及蒙莫里永县，同时也是维埃纳河-加尔唐普河市镇公共社区的组成部分。
法国国家统计与经济研究所（简称）在进行数据统计时，未将拉特里穆耶划入任何城市核心区（Unité urbaine）以及城市区（Aire urbaine）内。自2020年起，拉特里穆耶被划入包含18个市镇的蒙莫里永城市辐射区内。此外，还将拉特里穆耶市镇整体看作一个“块区”（IRIS），以便于统计人口分布情况。

## 交通

### 公路
多条维埃纳省省道在拉特里穆耶境内交汇，新阿基坦大区下属的城际客运提供巴士线路，可前往周边部分市镇。
2018年，57.1%的拉特里穆耶家庭拥有至少一辆私人汽车。2019年，拉特里穆耶境内共发生各类交通事故1起，造成1人受伤。
| 巴黎-奥尔良门 | 334 |

| 奥尔良 | 217 |

| 维耶尔宗 | 129 |

| 普瓦捷 | 66 |

| 沙泰勒罗 | 65 |

| 安德尔河畔沙蒂永 | 64 |

| 沙托鲁 | 70 |

| 勒布朗 | 20 |

| 蒙莫里永 | 15 |

| 利摩日 | 86 |

| 拉苏泰赖讷 | 46 |

| 勒多拉 | 30 |

### 铁路
拉特里穆耶位于蒙莫里永－圣艾尼-勒布朗铁路上，该铁路已于1933年关闭，原有的拉特里穆耶火车站被改建为一处工厂仓库。
距离拉特里穆耶最近的运营中的客运铁路车站为蒙莫里永站，该站停靠往返于普瓦捷和利摩日一线的区域列车。

### 航空
距离拉特里穆耶最近的民用航空站为普瓦捷机场，距离拉特里穆耶市中心的公路里程约75公里。

### 城市公共交通
截至2021年11月，拉特里穆耶暂无城市公共交通系统。

## 政治
拉特里穆耶的现任市长为布丽吉特·阿博女士（Brigitte Abaux），她是一名无党派人士，在2020年的市政选举中获得了79.79%的支持率。
在2017年的法国总统大选中，法国第25任总统埃马纽埃尔·马克龙在拉特里穆耶获得了64.51%的支持率。

## 人口
2018年，拉特里穆耶市镇人口数量为874，在法国排名第11,016位。其中男性436人，女性438人，75岁及以上人口占17.8%，外籍人口数量为137人，人口密度为21人/平方公里，当地居民被称为（男性）或（女性）。2019年，拉特里穆耶境内出生4人，死亡人口7人。
| 年份   | 1936  | 1946  | 1954  | 1962  | 1968  | 1975  | 1982  | 1990  | 1999  | 2004 | 2009 | 2014 | 2018 |
| ------ | ----- | ----- | ----- | ----- | ----- | ----- | ----- | ----- | ----- | ---- | ---- | ---- | ---- |
| 人口數 | 1,373 | 1,308 | 1,255 | 1,255 | 1,275 | 1,257 | 1,243 | 1,130 | 1,023 | 987  | 977  | 901  | 874  |

## 经济
截止2021年11月，拉特里穆耶共有各类用人单位（包含自雇）121家。

## 财政收入
2019年，拉特里穆耶的财政收入总额为890,720欧元，财政支出总额为788,050欧元，当年的债务总额为669,670欧元。2021年，拉特里穆耶共获得175,872欧元的国家财政补助，比上一年减少了2.62%。
2019年，拉特里穆耶的家庭平均月收入总额为1,761欧元，低于法国平均水平（2,318欧元）。
2018年，拉特里穆耶境内的青壮年（15至64岁）失业率为11.4%，当地45.2%的家庭拥有纳税资格，平均纳税1,423欧元，低于法国平均水平（3,888欧元）。

## 社会事务

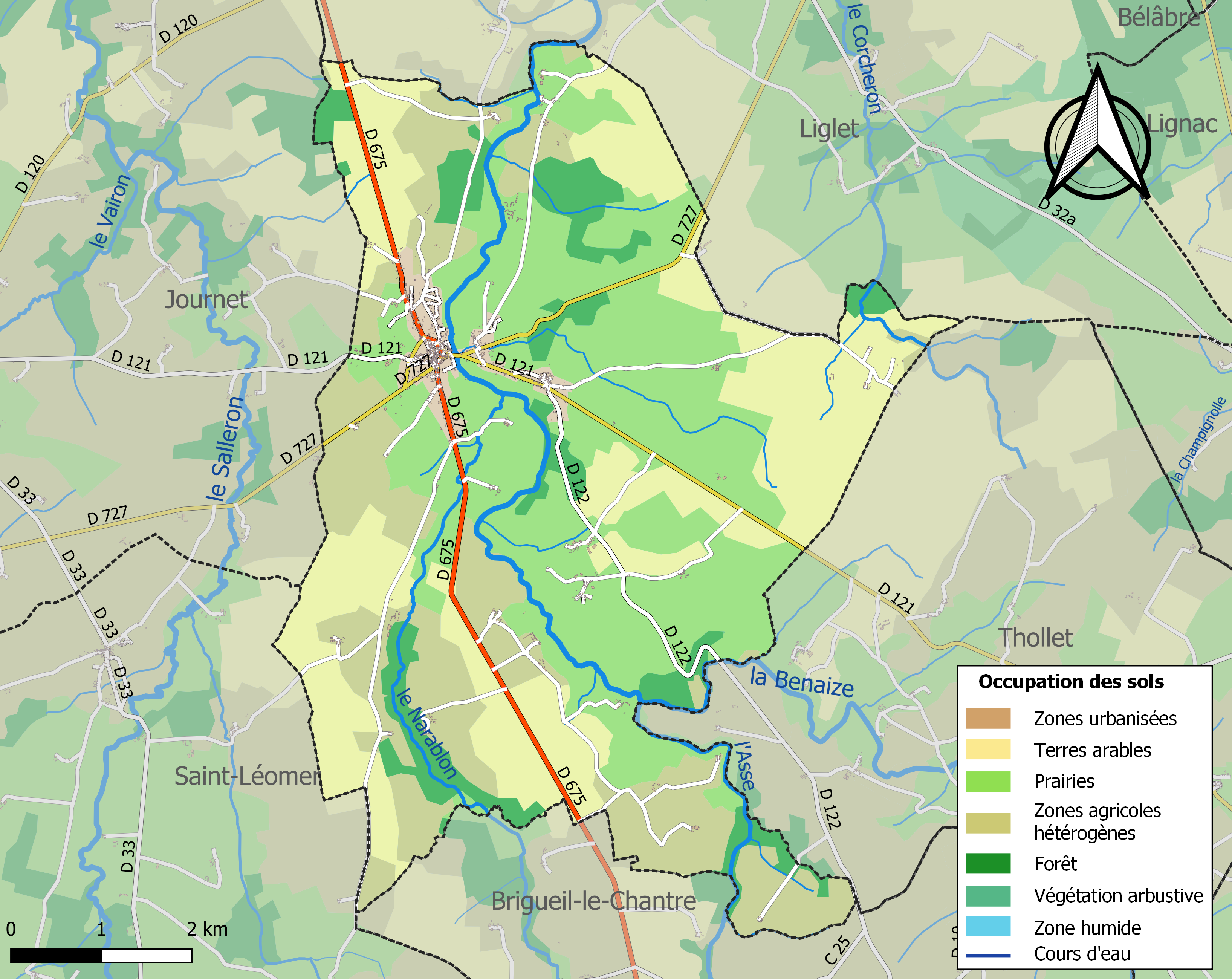
拉特里穆耶土地利用情况地图

### 教育
拉特里穆耶属于普瓦捷学区。截止2020年1月1日，拉特里穆耶境内共有2所小学。

### 医疗
截止2020年1月1日，拉特里穆耶境内共有全科医生3名、保健师2名和护士3名。境内共有药房1家、养老院1家。
距离拉特里穆耶最近的区域性医疗机构为普瓦捷大学中心医院（CHU Poitiers），其下属的蒙莫里永病区（Site Montmorillon）位于蒙莫里永，距离拉特里穆耶市区的正常车程在20分钟以内，该病区设有床位178个，是当地规模最大的公立综合性医院。

### 住房
2018年，拉特里穆耶境内共有各类住房679套，其中95.6%为独立式居民区，4.4%为集中式居民区。常住房屋占拉特里穆耶市镇范围内居民建筑总量的63.8%。
在住房保障政策方面，2020年，拉特里穆耶境内共有33户家庭获得了住房经济补助，受益人数占总人口数量的3.8%，其中31份为房租补助。

### 商业
2019年，拉特里穆耶境内共有各类实体商铺28家，其中餐厅1家、面包房1家、书店1家、银行门店1家、美容美发店3家、汽车维修店1家。

### 体育
2020年，拉特里穆耶境内共有1间体育馆、2处网球场以及1处足球或橄榄球场。
截至2021年11月，拉特里穆耶境内共有两支注册足球俱乐部。

### 环境
拉特里穆耶的环境事务由其所属的公共社区负责。2019年，拉特里穆耶境内暂无污染企业。

### 治安
拉特里穆耶是蒙莫里永宪兵队的管辖范围。2014年，该辖区内共89个市镇累计发生各类案件1,587起，其中盗窃类案件950起，经济类案件222起，毒品交易类案件61起。

## 文化
2020年，拉特里穆耶境内有1家电影院。拉特里穆耶市政府提供多媒体中心，向公众全年开放。

### 建筑
拉特里穆耶境内有多处历史建筑，其中联合圣伯多禄教堂（Eglise Saint-Pierre-aux-Liens）位于市区西部，是当地的地标性建筑物。

### 旅游
拉特里穆耶的旅游事务由其所属的公共社区负责。2021年，拉特里穆耶境内共有1个露营地，可容纳共25辆露营车。

### 媒体
法国主要的媒体均可在拉特里穆耶接收，法国电视三台下属的新阿基坦大区频道在部分时段播出拉特里穆耶所属区域的地方新闻。

## 友好城市
截至2021年11月，拉特里穆耶暂未建立任何友好城市关系。